# استیو مور (کارتونیست)
استیون "استیو" مور (به انگلیسی: Steven "Steve" Moore) (زادهٔ ۱۹۶۵) یک کارتونیست، فیلمنامه‌نویس، تهیه‌کننده و کارگردان فیلم است. او خالق و کارگردان کارتون ورزشی سندیکال در جایگاه تماشاگران و انیمیشن فصل شکار (سونی پیکچرز انیمیشن), و فرنچایز آلفا و امگا (همراه بن گلاک) است.

## فیلم‌شناسی
| سال  | نام                                               | تهیه‌کننده | نویسنده | کارگردان |
| ---- | ------------------------------------------------- | --------- | ------- | -------- |
| ۲۰۰۳ | In The Bleachers                                  | آری       | آری     | آری      |
| ۲۰۰۶ | فصل شکار                                          | آری       | آری     | نه       |
| ۲۰۱۰ | آلفا و امگا                                       | آری       | آری     | نه       |
| ۲۰۱۳ | Alpha and Omega 2: A Howl-iday Adventure          | آری       | نه      | نه       |
| ۲۰۱۴ | Alpha and Omega: The Legend of the Saw Tooth Cave | آری       | نه      | نه       |
| ۲۰۱۵ | Alpha and Omega: Family Vacation                  | آری       | نه      | نه       |
| ۲۰۱۷ | Alpha and Omega: The Big Fureeze                  | آری       | آری     | نه       |